# 1. SVg Guntramsdorf
Der 1. SVg Guntramsdorf ist ein Fußballverein aus Guntramsdorf im Industrieviertel in Niederösterreich. Die Herrenabteilung wurde 1911 als gegründet.
Die Frauenmannschaft des SC Brunn am Gebirge trat 2002 zur Spielgemeinschaft Guntramsdorf über und spielte in der Saison 2002/03 in der Bundesliga Frauen, der höchsten Spielklasse im österreichischen Frauenfußball spielte. Die Herrenmannschaft spielt in der 2. Landesliga Ost, einer der siebten österreichischen Ligastufen.

## Männerfußball
2008 wurde die Kampfmannschaft der 1. SVg nach neun Jahren in der 1. Klasse Ost Meister und stieg somit in die Gebietsliga Süd-Südost auf, 2014 folgte der Aufstieg in die 2. Landesliga Ost.

## Frauenfußball
Im Sommer 2002 trat die Damenmannschaft des SC Brunn am Gebirge zur 1. SVg Guntramsdorf über. In der Saison 2002/03 gehörte die Damenmannschaft der 1. Frauen-Bundesliga an, stieg jedoch als Tabellenletzter in die 2. Frauenliga ab. 2006/07 stand die Sektion kurz vor der Auflösung und wurde von Christian Schiebinger und Veronika Mayer übernommen.
2007/08 wurde der 3. Platz in der 2. Liga erreicht und mit dem Erreichen des Cuphalbfinales (letzten vier Mannschaften in Österreich) wohl einer der erfolgreichsten Momente in der Geschichte der 1.SVg gefeiert. 2009/10 Hatte man sogar zwei Frauenmannschaften (Über 40 Spielerinnen) welche in der 2. Liga Ost und in der Gebietsliga Industrieviertel angetreten sind. 2010/11 wurde man in der 2. Liga Letzter und entschied aus beiden Teams eine Mannschaft in der Gebietsliga zu stellen, um die jungen Spielerinnen zu forcieren. 2014/15 erreichte die Frauenmannschaft die „Perfect Season“ mit 18 Siegen in 18 Spielen und einem Torverhältnis von 148:11 und stellten österreichweit mit Christine Schiebinger (59 Tore) die Topscorerin. In der Saison 2015/16 spielte das Team in der Frauen Gebietsliga Industrieviertel, in der nächsten wurde das Team aufgelöst und die Spielerinnen wechselten zu Gumpoldskirchen 1.SVg, ASV 13, Sportclub SC Schwanenstadt 08 oder Mödling SC.